# Stonewall (zamieszki)

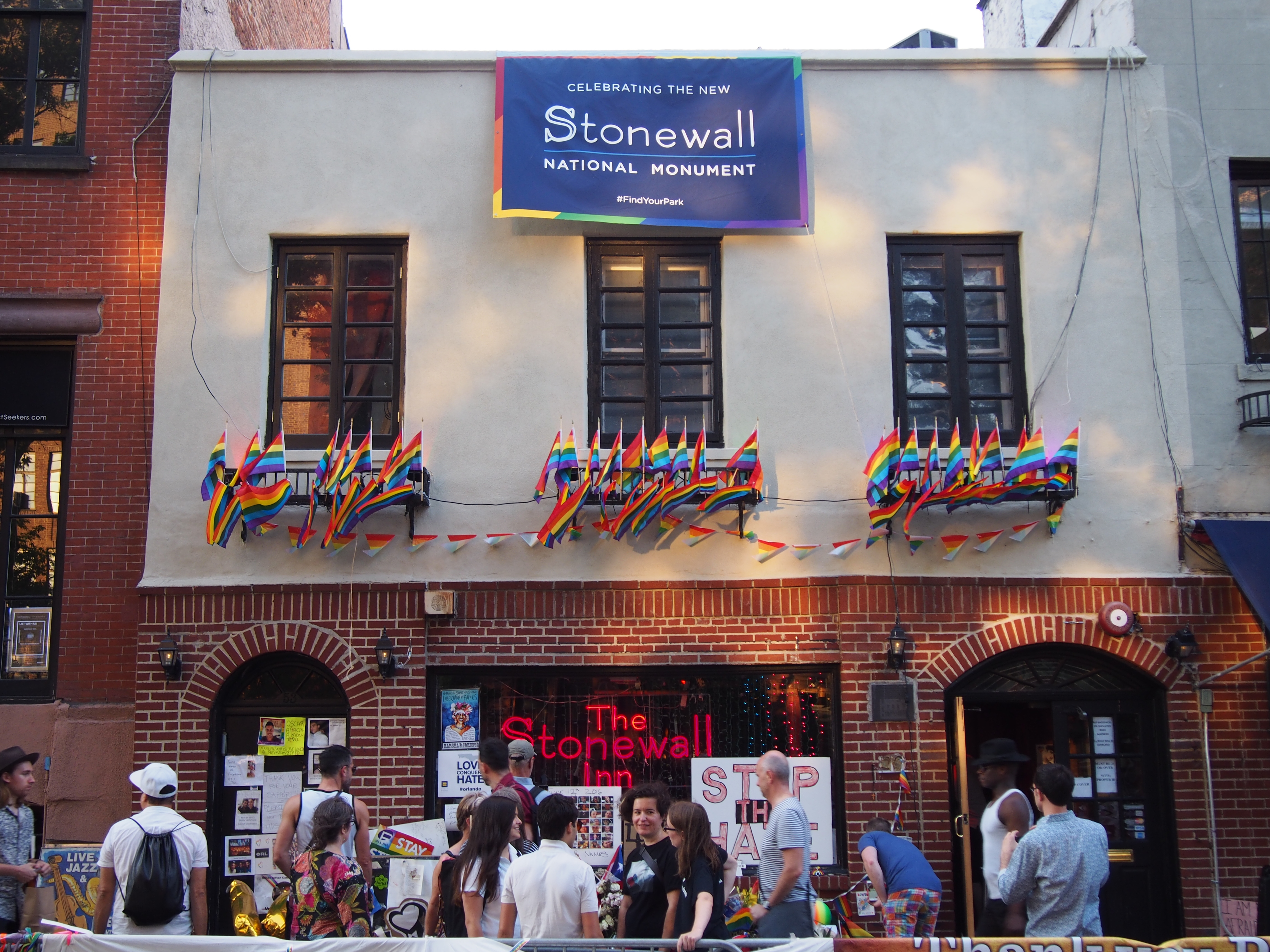
Stonewall Inn w 2016 roku

Zamieszki na Stonewall, powstanie Stonewall, bunt Stonewall – seria spontanicznych, gwałtownych demonstracji członków społeczności LGBT przeciwko nalotowi policji, który miał miejsce we wczesnych godzinach porannych 28 czerwca 1969 roku w Stonewall Inn w dzielnicy Greenwich Village na Dolnym Manhattanie w Nowym Jorku. Są one powszechnie uważane za najważniejsze wydarzenie dla społeczności LGBT i katalizator ruchu na rzecz praw osób LGBT.

## Tło polityczne i społeczne
W czerwcu 1969 w Nowym Jorku trwała kampania wyborcza mająca wyłonić nowego burmistrza. Urzędujący burmistrz John Lindsay szukał możliwości zwiększenia swoich szans wyborczych w programie wyborczym, który prezentował go jako kandydata zwalczającego wszelkie „występki”. Ponieważ Lindsay, będący republikaninem, niedawno przegrał prawybory w swojej partii, potrzebował spektakularnych akcji w czasie trwania kampanii wyborczej.
Dzielnica Greenwich Village, będąca tłem wydarzeń, była wówczas odwiedzana przez grupy młodzieży zafascynowanej ruchem antywojennym, często lewicujących. Wielu z nich działało w organizacjach feministycznych lub antyrasistowskich. Młodzież ta postrzegała policję i armię jako aparat represji, któremu należy się sprzeciwić. W tle wydarzeń wzrastało niezadowolenie z wojny w Wietnamie i kwitł ruch hippisowski. Wydarzenia, które miały nastąpić, trafiły więc na podatny grunt społeczny. Dodatkowo w piątek 27 czerwca odbył się pogrzeb słynnej aktorki Judy Garland – ważnej ikony ówczesnej popkultury, z którą identyfikowało się wiele osób LGBT. W pogrzebie brało udział około 22 tys. osób, w tym najprawdopodobniej 12 tys. osób homoseksualnych. Ocenia się, że wydarzenie to mogło mieć wpływ na nastroje społeczne tego dnia.
„Stonewall Inn” było trzecim z kolei gejowskim lokalem, na który dokonano nalotu w czasie tamtego tygodnia. Tego typu akcje policji stanowiły wówczas zwykłą, często stosowaną procedurę. Lokale mniejszości seksualnych często zamykano z powodu braku licencji na sprzedaż alkoholu. Ich bywalców traktowano brutalnie, spisywano personalia wszystkich obecnych, a policjanci czynili pod ich adresem złośliwe komentarze. Pod zarzutem „nieprzyzwoitości” zazwyczaj również dochodziło do aresztowań przypadkowych, najbardziej rzucających się w oczy przedstawicieli mniejszości – najczęściej osób transpłciowych i drag queen. Nazwiska drukowano w gazetach, co rujnowało życie i kariery wielu osób. Kierowano się zasadami, według których:
- gejom nie wolno było podawać alkoholu w lokalu,
- mężczyzna nie mógł tańczyć z mężczyzną,
- każda kobieta i każdy mężczyzna musi nosić przynajmniej trzy części garderoby, które odpowiadają biologicznej płci.

„Stonewall Inn” był jednym z wielu nielicencjonowanych klubów działających w dzielnicy, do którego wejście kosztowało 3 dolary. W środku można było dostać drinki i zatańczyć z kim się chciało. Większość bywalców była robotnikami, imigrantami z krajów trzeciego świata, w dużej części czarnoskórymi lub Latynosami. Bywali tam też hipisi, chłopcy z tzw. dobrych domów, a także mieszkańcy slumsów lub ekskluzywnych hoteli. Wielu z nich nie miało 18 lat.

## Przebieg wydarzeń
Wydarzenia rozpoczęły się o 1:20 w nocy z 27 na 28 czerwca 1969, gdy policja z szóstego okręgu na Manhattanie w sile dziewięcioosobowego (według innych źródeł ośmioosobowego) oddziału dokonała rutynowego nalotu na „Stonewall Inn”, gejowski bar przy Christopher Street w Greenwich Village, dzielnicy Nowego Jorku. Oddziałem dowodził inspektor Seymour Pine. Tylko jeden z policjantów był w mundurze.

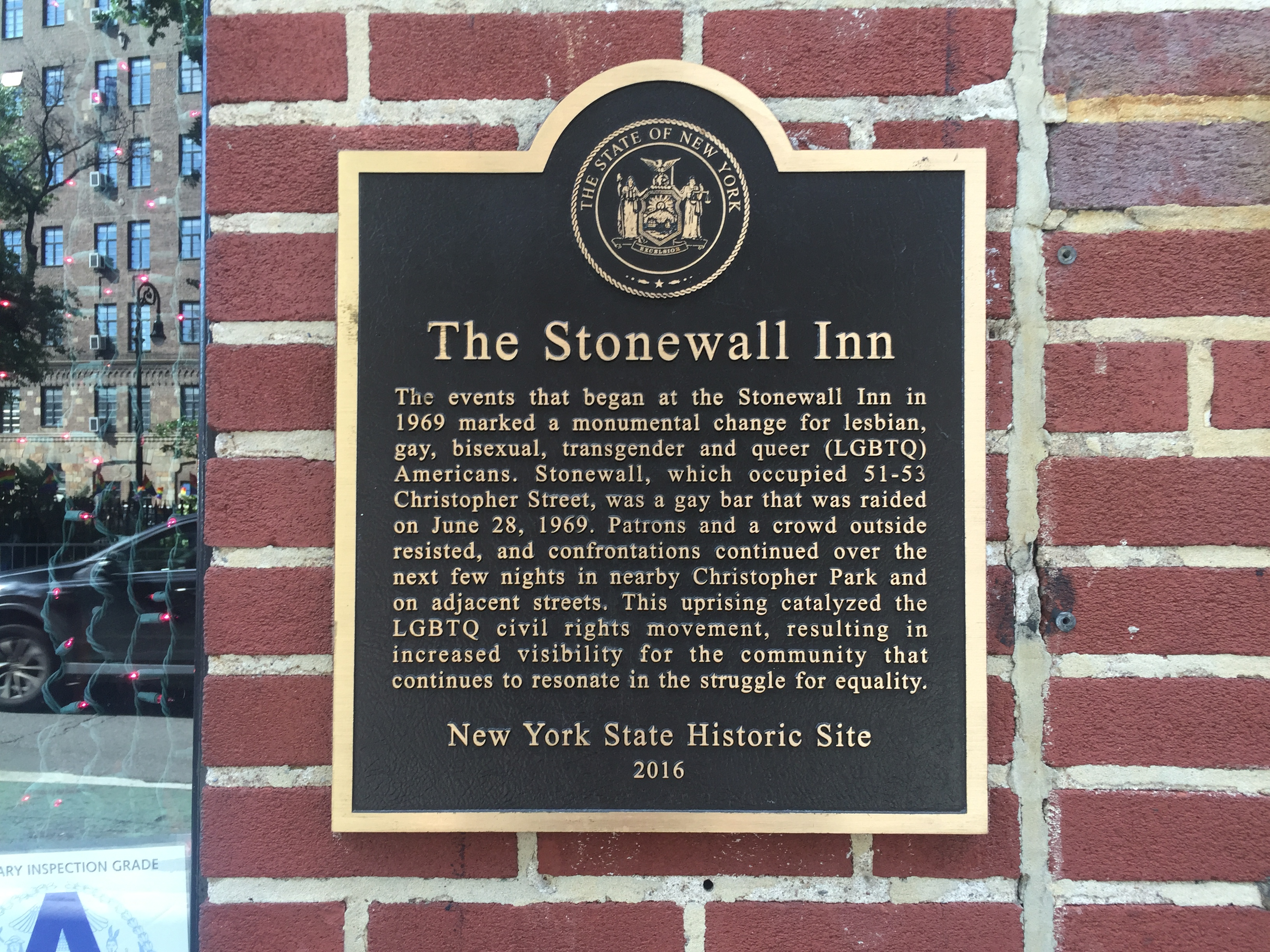
Tablica pamiątkowa

Policjanci z nakazem rewizji wkroczyli do baru. Kolejno przepytywali klientów i pojedynczo wypuszczali na zewnątrz lokalu, ci zaś zamiast rozejść się, zatrzymywali się przed wejściem. Zebrał się tłum w liczbie ok. 200 osób. Gdy policjanci wyprowadzali kelnera, ochroniarza, trzy osoby transpłciowe i jedną lesbijkę do wozu policyjnego, tłum zareagował okrzykami We want freedom, Gay power. Doszło do przepychanek, gdy policjanci chcieli wepchnąć lesbijkę do samochodu, która broniąc się, w końcu się oswobodziła. Na policjantów posypały się kamienie, butelki i śmieci.
Najprawdopodobniej przypadkowo jeden z przechodniów, heteroseksualny muzyk Dave van Ronk, został schwytany przez policjantów, a następnie zaciągnięty do środka baru, gdzie był bity. Funkcjonariusze zabarykadowali od środka drzwi lokalu. Doszło do wybuchu gniewu i agresji wśród tłumu. Gdy próbowano wedrzeć się do środka, policjanci odbezpieczyli broń i zagrozili jej użyciem krzycząc Zastrzelimy pierwszego gnoja, który przekroczy drzwi!. Hałas ściągnął pod lokal osoby z innych okolicznych pubów i mieszkańców Greenwich Village. Tłum osiągnął liczbę ok. 1000 osób. Najbardziej agresywna część tłumu wyrwała licznik parkingowy i próbowała posłużyć się nim jako taranem. Usiłowano także podpalić drzwi.
Po 45 minutach posiłki policyjne uwolniły zabarykadowanych funkcjonariuszy, co kosztowało ich czterech rannych. Ranni byli również po stronie tłumu. Aresztowano w sumie 13 uczestników zajścia. Na ulicach wybuchły jednak zamieszki, które trwały do późna w nocy. Do rana cała ulica była wymazana na ścianach napisami Support gay power!, Drag power!, They invaded our rights, Gay is good. Na zabitym deskami oknie „Stonewall Inn” widniał napis Gay power!.
Wieczorem następnego dnia ponownie doszło do zamieszek z udziałem ponad 2000 osób. W całej okolicy wybuchały pożary. Do rozpędzania tłumu skierowano 400 policjantów ze specjalnych jednostek porządkowych. Starcia z policją trwały do 4 rano. Zamieszki w mniejszym zakresie wybuchały również w kolejnych dniach. W nocy z 2 na 3 lipca do rozpędzenia tłumu użyto specjalnych jednostek porządkowych i ciężkiego sprzętu. Wybuchło kilka pożarów.
Był to pierwszy wspólny opór grupy większej liczby osób homoseksualnych przeciwko sposobowi traktowania ich przez ówczesne władze.

## Konsekwencje

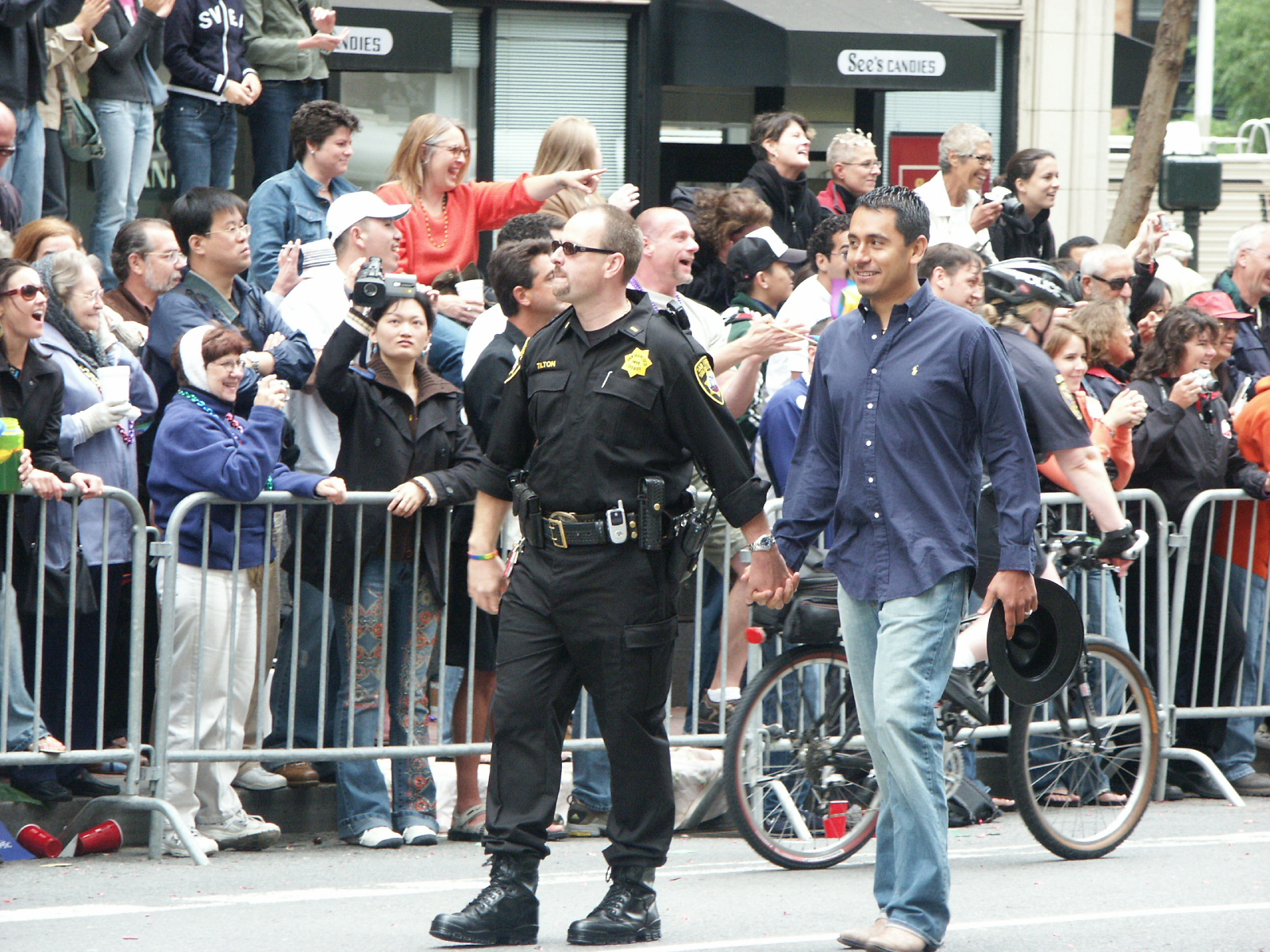
Amerykański policjant ze swoim partnerem podczas Christopher Street Day w San Francisco, 36 lat po zamieszkach w Stonewall

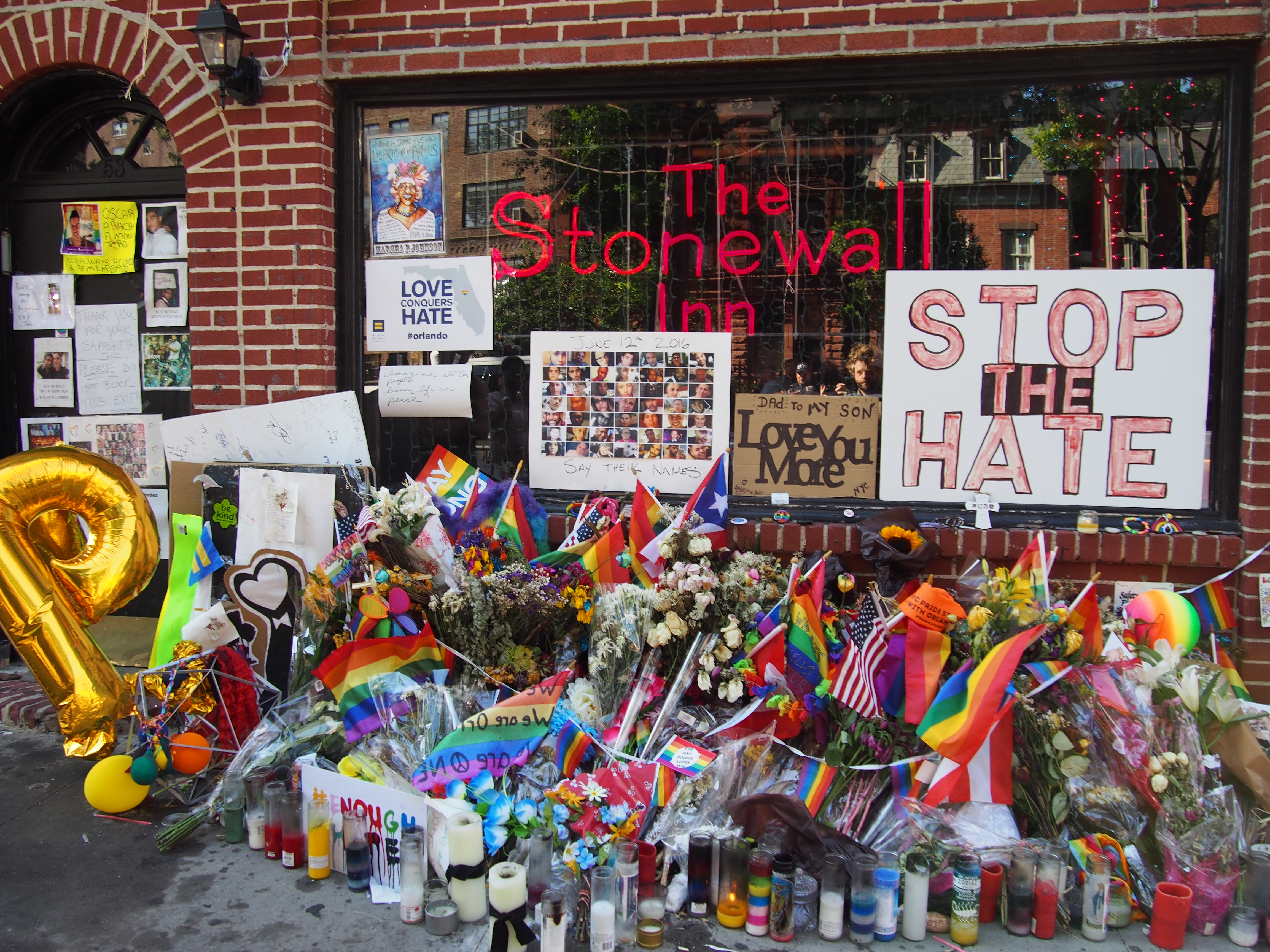
Pub Stonewall w 2016 roku, dzień po ogłoszeniu przez prezydenta Obamę Stonewall pomnikiem narodowym i niecałe dwa tygodnie po nocnej strzelaninie w Orlando.

Mimo że bunt w Greenwich Village nie miał żadnych dających się wskazać przywódców, podziałał mobilizująco na całą społeczność LGBT w Stanach Zjednoczonych i skłonił do okazania jawnego oporu. W kilka dni po zamieszkach na placu Waszyngtona zorganizowano pierwszy wiec „Gay Power”. Miesiąc później powstał w Nowym Jorku Gay Liberation Front (Front Wyzwolenia Gejów). Szybko powstały filie tej organizacji w czterech kolejnych dużych miastach oraz dziesiątki mniejszych, jak na przykład lokalne Gay Activist Alliances. W ciągu roku w USA uformował się zorganizowany ruch walki o prawa LGBT. Od tamtych czasów datuje się też tworzenie gay villages w Ameryce.
Wiele z tych organizacji wyrastało z ruchu lewicowego. Łączyły swoją działalność ze znacznie szerszymi ideałami, a prawie wszystkie odnosiły się do „Stonewall riots”, czego przejawem były organizowane regularne manifestacje w kolejne rocznice wybuchu zamieszek. Stonewall stało się symbolem wolności, równości, tolerancji i wspólnoty. Dzień zamieszek, 27 czerwca, utrwalił się jako „Christopher Street Day” (CSD) – Dzień Ulicy Krzysztofa, obchodzony na całym świecie. W metropoliach wielu państw organizowane są kolorowe pochody, w których, tak jak np. w Berlinie, co roku biorą udział setki tysięcy osób.

## Filmy
- Stonewall, komediodramat w reż. Nigela Fincha z 1995 r.
- Before Stonewall, film dokumentalny w reż. Johna Scagliottiego i Grety Schiller z 1984 r.
- After Stonewall, film dokumentalny w reż. Johna Scagliottiego z 1999 r.
- Stonewall, dramat społeczny w reż. Rolanda Emmericha z 2015 r.